# Противтерористичка јединица
Противтерористичка јединица скраћено ПТЈ је била модерна, високопрофесионална и веома поштована јединица за специјалне намене српског Министарства унутрашњих послова. Након спајања са САЈ-ем, престала је да постоји 2016.

## О јединици
ПТЈ формиран је године 2003, неколико недеља након што је расформирана елитна Јединица за специјалне операције Ресора државне безбедности Републике Србије.
У састав нове јединице ушао је већи број припадника JSO, део припадника расформираног приштинског САЈ-а, као и одређен број припадника Специјалистичких чета Жандармерије.
Јединица је првобитно била саставни део српске Жандармерије, али од самог почетка са другачијом обуком, опремом, али и надлежношћу. Знатно мањи број оперативаца, омогућио је специјализовање јединице за извршавање најсложенијих задатака, као што су кризне ситуације са примесама домаћег, или међународног тероризма, решавање талачких ситуација, борбу против организованог криминалитета, обезбеђивање виталних објеката или важних личности итд.
Године 2005. јединица добија нов официрски кадар, а исте године на место команданта долази и пуковник Горан Драговић. Априла 2007. Јединица одлуком тадашње Владе добија статус самосталне јединице у оквиру српског МУП - а, што знатно утиче на њен развој и напредак.
Од 2008. године припадници ПТЈ обезбеђују и најбољег тенисера света, Новака Ђоковића, а од 2012. године "грифони" брину о безбедности председника Републике Србије, господина Томислава Николића.
Њен статус по важећој систематизацији подразумева, између осталог, посебан механизам потребан за ангажовање јединице. Јединица може бити ангажована само по механизму "двоструког кључа": предлог директора Полиције мора одобрити министар унутрашњих послова.
ПТЈ јесте једина полицијска јединица у којој се сваког јутра, пре почетка дневних активности врши поздрав и подизање српске заставе.
Снагу јединице, поред одличног кадра, увећава и њена изузетна мобилност: ПТЈ је способан да у року од 24 сата изводи дејства на целој територији Републике Србије, чак и на више места истовремено, по потреби. О овоме сведочи и обимна акција хапшења осумњичених лица за царинске малверзације која је истовремено изведена у осам градова Србије.
Иако многи не праве разлику између ПТЈ и САЈ, она ипак постоји. У теорији се термин "противтероризам" односи на превентивна дејства, дејства којим се спречава извршење терористичких радњи и настанак штетних последица. Термин "антитероризам" односи се на репресију, тј. на радње које се предузимају након извршења терористичког акта, у циљу санирања штетних последица. Додатно, ПТЈ је јединица која акценат своје обуке ставља на дејства у руралним, док је САЈ оријентисан на урбане услове, иако и једни и други имају потпуну обуку.

## Слава јединице
Као и свака друга јединица МУП - а, тако и ПТЈ има своју славу, Ђурђевдан, који се прославља 6. маја. Специфично за ПТЈ јесте да славу прославља дан касније, 7. маја, када је уједно и дан јединице. Том приликом се у бази у близини Барајева приређује свечаност, а по правилу се одржава и показна вежба.

## Устројство
Јединица има засебну команду, а оперативци су подељени у четири тима. Прва два специјализована су за
решавање кризних ситуација у урбаном окружењу, трећи делује у руралним условима. Четврти тим је специјализован за обезбеђивање
личности и објеката од високог значаја, као и за ватрену подршку осталим тимовима. У оквиру сваког тима постоје по три интервентне групе, а четврта група у сваком тиму је специјалистичка (састављена од ронилаца, алпиниста, водича службених паса, КДЗ и МЕС стручњака).	Прва три тима у свом саставу имају 
и снајперске групе и медицинско особље.
ПТЈ је оформио и групу за безбедност и законитост, групу за везу, групу за операције, групу за наставу, групу за логистику и групу за упаде у 
лабораторије дроге и биолошких агенаса.

## Обележје Јединице
Обележје Јединице јесте митско биће грифон, са мачем окренутим надоле и штитом. Грифон у српској традицији симболише борца за правду и јаког заштитника. Може се видети у српским манастирима Дечанима, Раваници и Студеници.
У случају ратног стања, амблем јединице се мења: спуштени мач грифона диже се нагоре.

## Пријем кандидата
Пријем у јединицу условљен је општим и посебним условима.
Општи се односе на то да Јединица отвори конкурс, да кандидат мора бити држављанин Републике Србије, да је припадник МУП-а бар три године са најмање врлодобром годишњом оценом, да се против њега не води кривични поступак и да није кривично осуђиван.
Посебни услови се односе на то да кандидат поседује возачку дозволу најмање "Б" категорије, да поседује важеће лекарско уверење.
Познавање борилачких вештина и руковање ватреним оружјем јесу битне ставке, јер могу вештијим кандидатима обезбедити предност у односу на друге, у виду бољих оцена. Селективна обука  се састоји из три фазе. Пре почетка селекције, кандидати по правилу попуњавају једну врсту упитника и обављају разговор са инструкторима, психологом и командантом. Циљ ове процедуре
јесте да се већ на почетку стекне утисак да ли кандидат има потенцијала за улазак. Једна специфичност која је присутна током целе селективне обуке јесте што се обраћање кандидатима врши прозивањем бројева, тј. сваки кандидат се одазива на редни број који му је додељен.
Прва фаза се односи на низ психо - физичких провера, у трајању од четири дана.
Друга фаза представља селективну обуку, тј. дрил, која траје око 45 дана и има за циљ 
тестирање физичке снаге и воље, али и реакције кандидата на разне стресне ситуације које им врло креативни инструктори приређују.
Последња, трећа фаза је основна обука и она је такође селективне природе.
Траје шест месеци и за то време кандидати савладавају руковање опремом коју Јединица поседује и правила која важе унутар ње. Овај део обуке треба да покаже којем од четири постојећа тима кандидат највише одговара. Након успешне обуке, кандидат добија решење
о запослењу у оквиру ПТЈ. У наредном периоду његове колеге ће му дати надимак којим ће га ословљавати, уместо пређашњих редних бројева.

## Специјалистичка обука
Након успешне основне, креће  специјалистичка обука.  Оно што је карактеристично за ову врсту обуке јесте што непрекидно траје: припадник се усавршава све време док је активан у Јединици. Ово подразумева свакодневне тренинге у теретани, стрељани, борилишту, на полигону, али  и похађање специјалистичких курсева попут алпинизма, снајперизма, роњења, обезбеђивања ВИП особа, курсева за водиче службених паса итд. Резултати се константно прате и утичу на формирање годишње оцене сваког припадника од које зависи његов напредак у оквиру саме јединице.
Карактеристично за базу у Липовици јесте постојање такозване тактичке куће која у ствари представља скуп повезаних просторија, које симулирају затворене објекте. Зидови су покретни, што значи да се распоред просторија може мењати. Кућа је потпуно покривена видео камерама и бројним сензорима и служи за увежбавање упада у затворене просторије. Такође, саме просторије се могу потпуно замрачити. Од изузетног значаја јесу и сензори који се овом приликом стављају припадницима и мере им промене у телесној температури, раду срца и слично, а све у циљу мерења стреса припадника током упада.
Обука се одвија како у самој бази, тако и по центрима за обуку на територији целе државе. ПТЈ има наставне центре за обуку у Кули, Петровом селу и на Гочу. Такође, обука се изводи и ван граница земље, кроз заједничке вежбе и мировне мисије са страним јединицама (на Хаитију, у Либерији итд).

## Галерија слика
- Застава ПТЈ
- Опрема за против експлозивну заштиту
- Опрема за рониоце
- ПТЈ наоружање за снајперски тим
- DMDU-03 Дигитална Камуфлажа
- Робот за деактивацију експлозива ПТЈ јединице
- ПТЈ Мерцедесов камион